# 革命社会主义联盟
革命社会主义联盟（德语：Revolutionär Sozialistischen Bund）是德国的一个已不存在的托洛茨基主义组织。该组织成立于1994年，分裂自争取团结观点协会。该组织认为自己比争取团结观点协会更为激进。与争取团结观点协会不同，该组织对左翼党持强烈批判态度。该组织出版月刊《前进》。长期以来，该组织与国际社会主义左翼同为第四国际在德国的支部。2016年12月，该组织与国际社会主义左翼合并为国际社会主义组织。该组织曾派代表出席欧洲反资本主义左翼的会议。